# Tomazinho
Tomazinho é um bairro brasileiro de São João de Meriti, município do Grande Rio, no Estado do Rio de Janeiro. Faz parte do 3° distrito (São Mateus) de São João de Meriti, e se localiza na Região Sul da cidade.

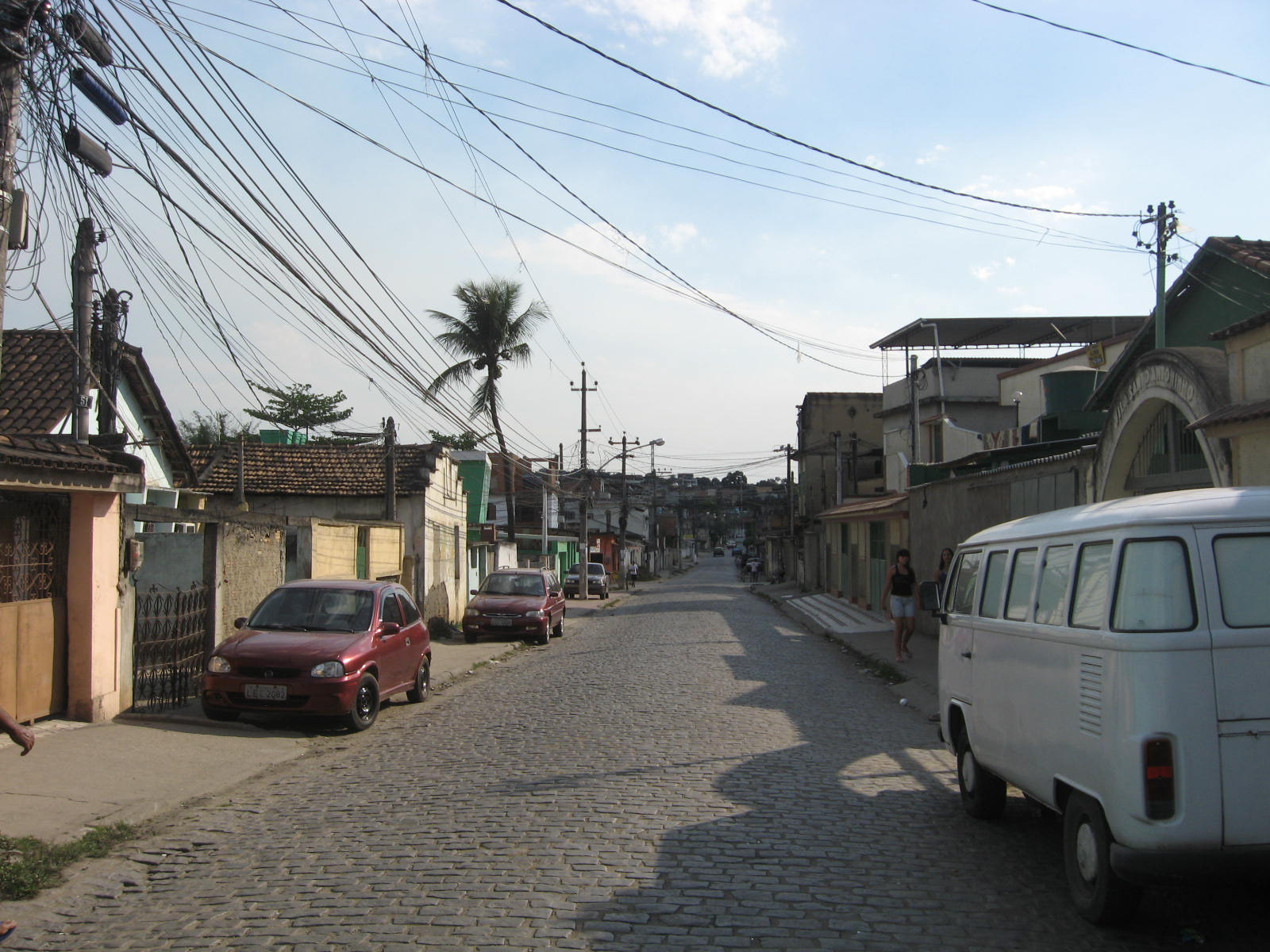
Vista do bairro de Tomazinho

## História
Faz limites com os bairros de São Mateus, Éden e Paiol de Pólvora, este último localizado em Nilópolis. É, também, margeado pela Via Light, que liga os bairros da Pavuna e Anchieta, no município do Rio de Janeiro, a Nova Iguaçu.
No bairro, também se situa o estádio José Josias da Silva (Beronhão), do Tomazinho Futebol Clube, a IBCT, além da fábrica de roupas femininas Nossa Moda.
O bairro se encontra, atualmente, em situação crítica de saneamento básico e pavimentação urbana, tendo ruas cheias de buracos e problemas de coleta de lixo em toda a sua extensão. Carece, ainda, de áreas de comércio e lazer.